# Anaea eubaena
Anaea eubaena is een vlinder uit de familie van de Nymphalidae. De wetenschappelijke naam van de soort is voor het eerst geldig gepubliceerd in 1870 door Jean Baptiste Boisduval.